# Telavi
Telavi (georgiska: თელავი) är en stad i östra Georgien. Den är administrativt centrum för distriktet Telavi i regionen Kachetien. Antalet invånare var 19 629 år 2014.
Staden ligger vid foten av Tsiv-Gomboripasset på 500–800 meters höjd över havet.

## Sport
- FC Telavi (fotbollsklubb);[3]
- Givi Chokheli Stadion (kapacitet: 12 000)

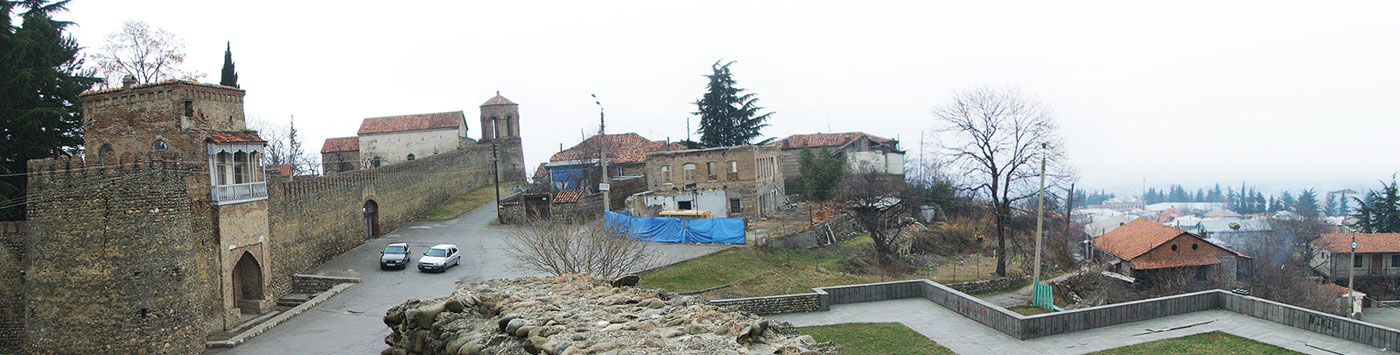
Telavi